# Académie militaire de West Point
L'Académie militaire de West Point (en anglais : United States Military Academy at West Point, couramment abrégé en « USMA » ou « West Point ») est une base et une académie militaire de l'armée de terre américaine, une des écoles militaires les plus prestigieuses aux États-Unis avec celle de l'Académie navale d'Annapolis et l'Académie de la Force aérienne des États-Unis.
West Point est la première base militaire créée après la Déclaration d'indépendance. Elle est placée sous le commandement de Benedict Arnold. L'académie militaire est établie officiellement le 4 juillet 1802 par le Congrès américain. Elle est la plus vieille académie militaire des États-Unis.
Les étudiants sont nommés « cadets ». Pris collectivement, l'ensemble des élèves et des diplômés est appelé « La longue ligne grise » (The Long Gray Line) à cause de la couleur des uniformes des cadets et de la lignée ininterrompue de diplômés de West Point. West Point entraîne plus d'officiers de l'Armée américaine que n'importe quelle autre institution, et une forte proportion de généraux américains décorés sont des diplômés de West Point.
En 2023, environ 1 300 cadets entrent dans l'Académie chaque année et 1 000 environ sont diplômés et sont nommés sous-lieutenants (Second Lieutenant) de l'armée américaine chaque année, ce qui représente 25 % des affectations à ce poste,.
L'Académie est décorée de la croix de la Légion d'honneur française ; elle est également jumelée avec l'École spéciale militaire de Saint-Cyr.

## Situation géographique
L'Académie est située dans l'État de New York, à environ 80 km au nord de la ville de New York, sur une hauteur surplombant le fleuve Hudson. Les cadets l'appellent souvent pour cette raison « Hudson High ».

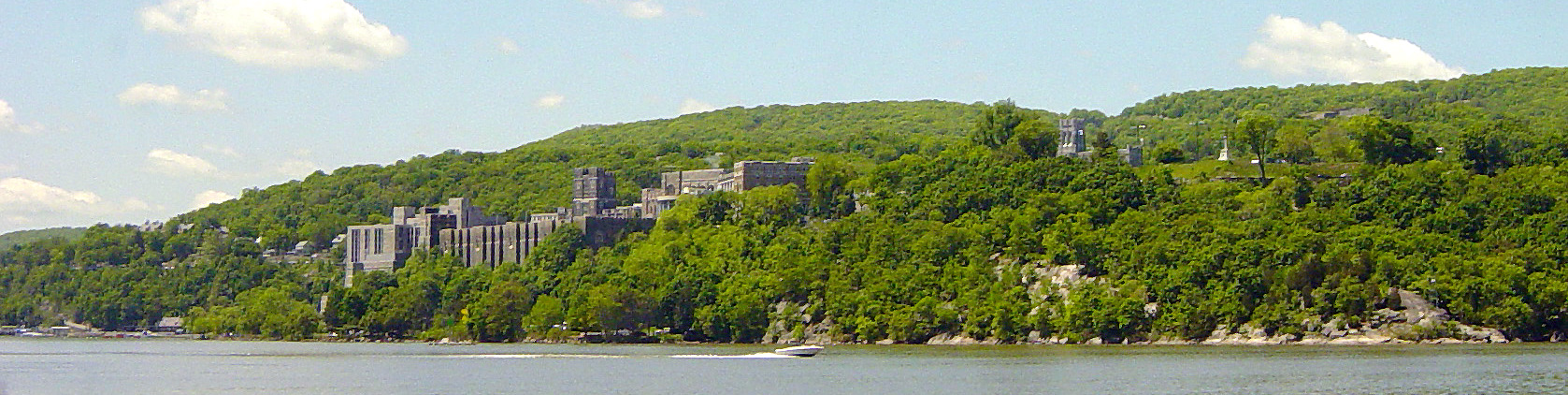
Les terrains et bâtiments de l'Académie, vus de la berge opposée de l'Hudson à 80 km au nord de la ville de New York.

S'étendant sur plus de 65 km2, c'est l'un des plus vastes campus universitaires du monde. En comparaison, l'Académie Navale des États-Unis (United States Naval Academy) occupe 1,37 km2, et l'United States Air Force Academy 73 km2. Cette combinaison unique d'installations inclut une piste de ski, un parcours de golf, une zone d'artillerie, en plus des bâtiments académiques et sportifs qu'on peut trouver dans une université standard. La base elle-même est occupée depuis 1778, ce qui en fait la base militaire le plus longtemps continuellement occupée aux États-Unis.

## Processus de recrutement
Par un acte du Congrès passé en 1903, deux recrutements de cadets étaient autorisés pour chaque sénateur américain, chaque représentant de la chambre, chaque délégué du Congrès, deux pour le district de Columbia et cinq supplémentaires. Aujourd'hui, chaque membre du Congrès, ainsi que le vice-président peut avoir en permanence cinq recrues à l'Académie militaire. Lorsqu'une recrue est diplômée ou quitte l'académie pour une autre raison, un poste vacant est créé. Le processus n'est pas politique et les candidats ne doivent pas connaître le membre du Congrès dont ils dépendent pour être choisis. Les membres du Congrès sélectionnent en général dix personnes par poste vacant. Ils peuvent les sélectionner et les mettre en concurrence ou nommer un favori. Lorsqu'il y a compétition, les dix candidats sont examinés par l'Académie pour voir qui est le plus qualifié. Si le membre du Congrès sélectionne un favori, ce dernier sera admis du moment qu'il est physiquement, médicalement et académiquement jugé qualifié par l'Académie, même si d'autres candidats sont plus qualifiés. Le degré de difficulté de la sélection varie énormément en fonction du nombre de candidats de chaque État. Le processus de sélection consiste en général à remplir une demande, faire un ou plusieurs essais et obtenir une ou plusieurs recommandations. Ces formalités à remplir sont définies par le sénateur ou le membre du Congrès concerné et s'ajoutent à la demande[pas clair] de l'Académie elle-même.
D'autre voies de recrutement sont ouvertes aux enfants des militaires de carrière (100 par an) ; 170 personnes sont recrutées chaque année directement parmi les militaires en service actif : 20 recrues sont fournies chaque année par les cadets du Corps d'entraînement des officiers de réserve (Reserve Officer Training Corps) ; et 65 places sont disponibles pour les enfants des militaires tués en service ou invalides de guerre à 100 %, ou actuellement prisonniers de guerre ou portés disparus en action. De plus, les enfants des récipiendaires de la Medal of Honor n'ont pas besoin de nomination, ils doivent seulement être aptes pour l'admission.
Habituellement, cinq à dix candidats sont nommés pour chaque recrutement, ceux-ci étant normalement faits sous forme de concours ; ceux qui ne sont pas sélectionnés pour le poste qu'ils visaient peuvent encore être recrutés en tant que remplaçant qualifié. Si un candidat est évalué apte mais non sélectionné, il peut encore être admis indirectement à l'École préparatoire de l'Académie militaire des États-Unis (United States Military Academy Preparatory School) à Fort Monmouth, New Jersey ; l'année suivante, ces candidats sont directement enrôlés dans l'Académie.
Pour finir, environ 20 candidats sont admis par an en provenance de pays étrangers, aux frais des pays qui les missionnent.

### Critères d'admission
Pour être admissible, un candidat doit avoir entre 17 et 23 ans, être célibataire sans enfant à charge. La procédure d'admission comprend deux parties. Les candidats s'adressent directement à l'académie et doivent parallèlement être proposés. La majorité des candidats obtient cette proposition de leur représentant à la Chambre. La procédure de proposition ne revêt pas un caractère politique et les postulants n'ont pas à connaître leur représentant pour se voir proposé. Les épreuves consistent en une série de dissertations, l'obtention de lettres de recommandation et un entretien oral. Les candidats à l'admission doivent également se soumettre à un test d'aptitude physique, ainsi qu'à un examen physique complet (Departement of Defense Medical Examination Review Board – DoDMERB), incluant un test d'acuité visuelle spécifique, bien que des dispenses médicales soient possibles. Les candidats ayant une acuité visuelle inférieure à 10/10 avec correction, ainsi que ceux atteints de certaines blessures ou maladies doivent demander une dispense médicale. Le certificat de forme physique pour candidat (Candidate Fitness Assessment – CFA) peut être donné par n'importe quel professeur d'éducation physique ou officier de liaison académique. N'importe quel officier en service actif peut donner le CFA pour les militaires en service.

### Diplôme

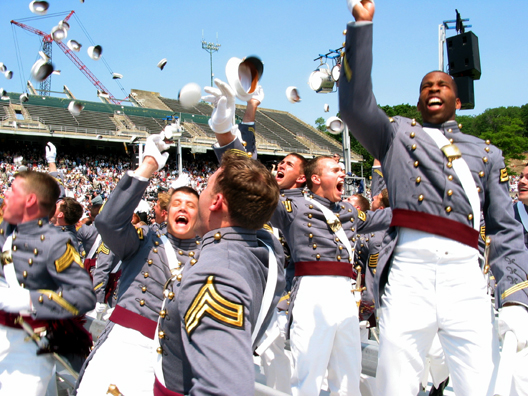
Les diplômés de West Point de la promotion de 2002.

Les diplômés reçoivent un titre de baccalauréat en sciences et la plupart sont nommés sous-lieutenants (le grade le plus bas pour un officier) dans l'armée américaine, avec obligation de service actif pendant cinq ans, et trois ans de réserve inactive dans le domaine militaire. L'éligibilité pour des spécialités particulières (infanterie, artillerie, blindés, aviation, génie, etc.) est en général déterminée par les résultats scolaires et les préférences personnelles. Les cadets étrangers sont nommés dans les armées de leur propre pays.
Depuis 1959, ils sont autorisés à changer de corps, ou à demander le placement dans l'Air Force, dans les Garde-côtes US, dans la Marine ou dans le corps des Marines, pourvu qu'ils remplissent les conditions d'éligibilité de ces corps. Les années précédentes, un petit nombre de diplômés a profité de cette possibilité, typiquement dans le cadre d'échanges un pour un avec des cadets ou des aspirants ayant le même souhait dans les autres académies. Aujourd'hui pourtant, en raison du nombre exceptionnellement élevé de demandes d'officiers entraînés dû à la guerre contre le terrorisme, le nombre de personnes autorisées à changer de corps s'est encore réduit.[réf. nécessaire].

## Cursus

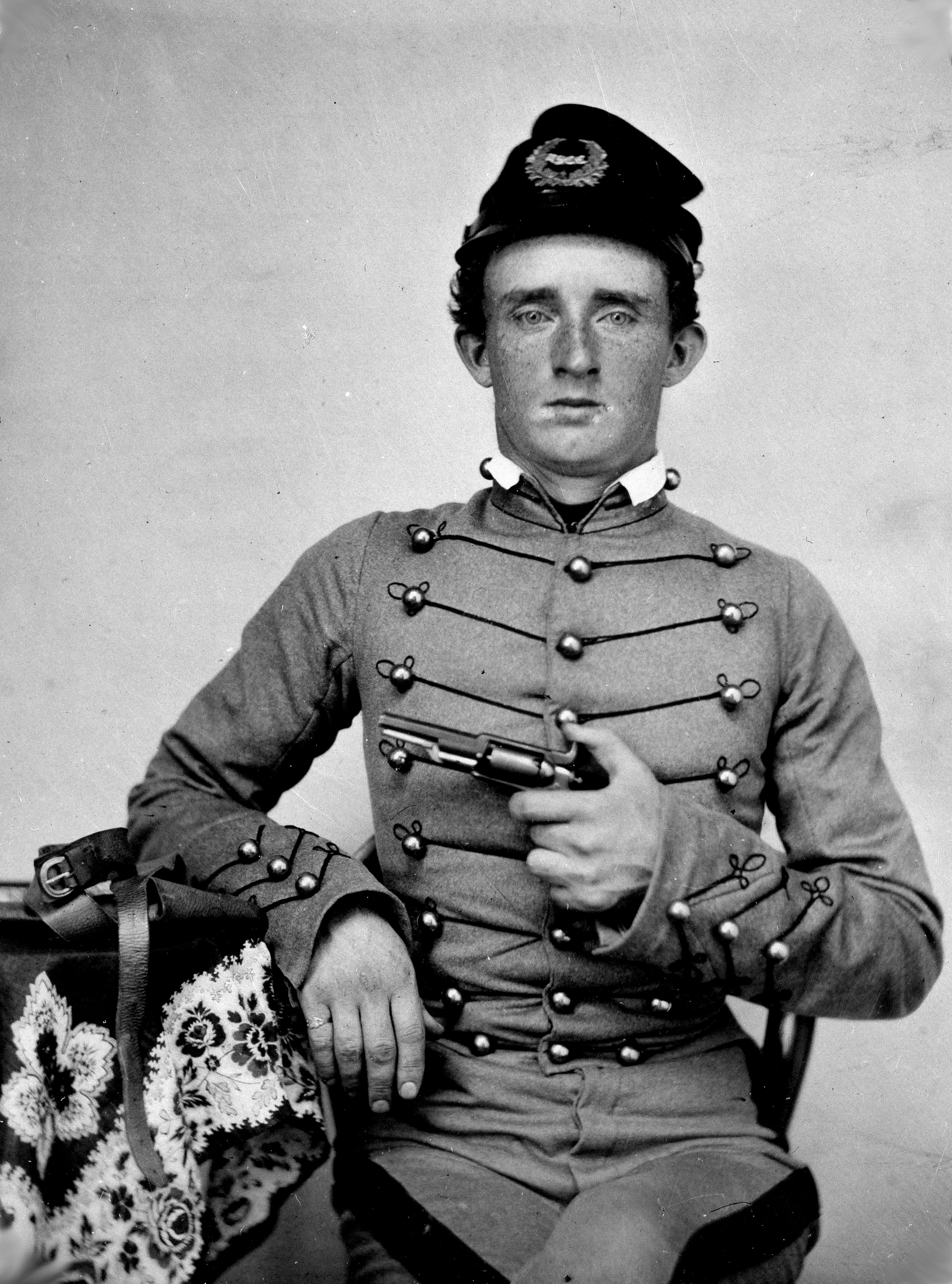
Cadet George Armstrong Custer à West Point, 1859.

Les cadets suivent des cours et sont évalués selon leurs performances en éducation, forme physique et commandement militaire.
Le programme académique est constitué d'un tronc commun de 31 cours allant des arts aux sciences. Tous les cadets doivent sélectionner au moins trois cours d'ingénierie et trois cours de calcul. Les cadets choisissent leurs spécialités à l'automne de leur deuxième année. Jusqu'à la fin de leur troisième année, ils suivent tous les mêmes cours. Sans considérer leur spécialité (il y en a actuellement 43), les diplômés reçoivent tous un diplôme de baccalauréat en sciences, grâce aux exigences en génie.
Le programme physique comprend à la fois des cours d'éducation physique et des compétitions sportives. Chaque cadet participe chaque semestre à un sport au niveau inter-collèges, club, ou dans une équipe exerçant seulement au niveau de l'institution (Intramural). Comme tous les soldats de l'armée, les cadets doivent également passer un test de forme physique deux fois par an. Les cadets passent également chaque année un test de course d'obstacles (Indoor Obstacle Course Test - IOCT), généralement considéré par les cadets comme les trois pires minutes de l'année.
Les cadets apprennent les techniques militaires de base, y compris le commandement, grâce à un programme militaire qui commence dès le premier jour de leur arrivée à West Point. La plupart des entraînements militaires se déroule pendant l'été, avec l'entraînement de base (Beast Barracks - littéralement « Baraquements de la bête ») la première année, suivi de l'entraînement sur le terrain au camp Buckner voisin la seconde année. Les cadets passent leurs troisième et quatrième étés à servir les unités d'active à travers le monde; ils y suivent des programmes d'entraînement avancés comme le parachutisme, l'attaque aéroportée, ou la guerre en montagne; et ils entraînent eux-mêmes les cadets de première et deuxième année en tant que cadres. De plus, les cadets sont logés dans des baraquements et tiennent des postes de commandement et assument diverses responsabilités tout au long de l'année académique.
Chaque été, les hommes et les femmes des années comprises entre l'année « Plebe » et l'année « Yearling » s'entraînent au camp Buckner. Pendant ces six semaines, qui font partie de l'entraînement d'été des cadets à l'académie de West Point, on présente aux cadets tout un arsenal de systèmes d'armement et on les soumet à une batterie d'exercices d'entraînement. Les yearlings sont sous le commandement des juniors, ou « Cow » (« Vaches »). Les seniors ou « Firsties » sont placés en poste de chef d'unité ou de commandant de compagnie. Il y a huit compagnies de cinq unités chacune, et ils doivent tous prendre part aux deux, trois semaines d'exercices. La première semaine est particulièrement centrée sur l'entraînement, et les trois dernières sur des exercices pratiques. Certains exercices sur le terrain comprennent les premiers secours, l'évacuation sanitaire, la patrouille, la recherche et l'attaque, et l'orientation. À la fin des six semaines, des récompenses sont données à la meilleure compagnie, fondées sur les meilleures performances sur chaque site d'entraînement. Après la remise des récompenses, une danse « Camp Illumination » est organisée, et les yearlings sont promus au grade de cadet caporal.
Le développement moral et éthique prend place tout au long des programmes, ainsi que dans tout un lot d'activités et d'expériences. Parmi celles-ci, instruction sur les valeurs fondamentales de la profession militaire, programmes de volontariat religieux, interaction avec le staff et le corps enseignant, et un programme chargé d'interventions de conférenciers extérieurs. Les fondements du code éthique de West Point se retrouvent dans la devise de l'Académie : Devoir, Honneur, Patrie. Les cadets développent également leur éthique en adhérant au Code de l'Honneur des Cadets qui déclare : « Un cadet ne ment pas, ne triche pas, ne vole pas, et ne tolère pas ceux qui le font ».

### Grade
Contrairement à pratiquement toutes les institutions américaines décernant le diplôme de baccalauréat (mais comme toutes les autres académies militaires), l'Académie ne nomme pas ses étudiants freshmen, sophomores, juniors et seniors ; on les appelle officiellement 4e, 3e, 2e et 1re classes.
Dans le langage courant, les nouveaux sont appelés Plebes, les sophomores Yearlings ou Yuks, les juniors Cows, les seniors Firsties. La plupart des cadets considèrent l'année Plebe comme étant la plus difficile, parce qu'elle marque le passage de la vie civile au statut de cadet. Pourtant, l'année des 3e classes est généralement considérée comme la plus difficile académiquement.
Au sein des classes, les cadets peuvent occuper des positions de responsabilité croissante, marquées par un grade :
- 4e classe (Plebe) : cadet du rang (membre d'escouade).
- 3e classe (Yearling ou Yuk) : cadet caporal (chef d'équipe).
- 2e classe (Cow) : Cadet Sergeant (chef d'escouade) ; Sergeant Platoon, différentes positions dans le staff, au niveau de la compagnie ou du bataillon ; Cadet First sergeant (First Sergeant) ; Cadet Color Sergent (Color Guard member), Cadet Sergeant Major (sergent major d'un bataillon).
- 1re classe (Firstie) : cadet lieutenant (Platoon Leader), différentes positions dans le staff d'une compagnie ; Cadet Captain (commandant de compagnie, commandant de bataillon, commandant de régiment), différentes positions dans le staff, du niveau bataillon au niveau brigade ; Cadet First Captain (commandant de brigade), le plus haut grade dans le corps des cadets ; Command Sergeant Major, au niveau régiment ou brigade.

### Organisation

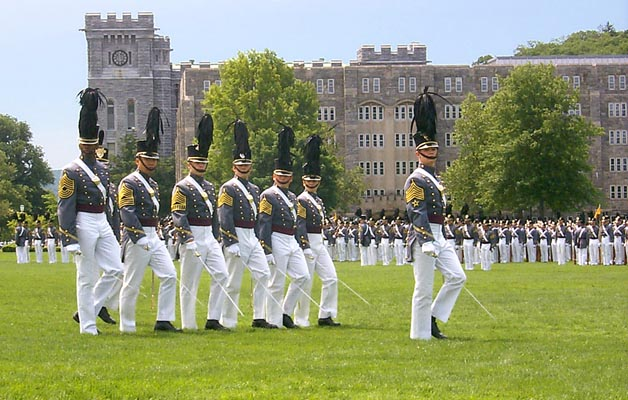
Cadets à la parade.

Le corps des cadets est constitué ainsi (le nombre de cadets est approximatif) :
- 1 brigade (4 000 cadets) constituée de :
  - 4 régiments (1 000 Cadets) constitués de :
    - 2 bataillons (500 cadets) constitués de :
      - 4 compagnies (120 cadets) constituées de :
        - 4 pelotons (30 cadets) constitués de :
          - 4 escouades (7 cadets) constituées de :
            - 2–3 équipes (2–3 cadets)

Les membres du personnel ne sont pas inclus ci-dessus.

## Histoire
Le site fut choisi pour la construction d'un fort par George Washington, et les fortifications furent conçues en 1778 par Tadeusz Kosciuszko. En plus des différents fortins encerclant la place, une grosse chaîne, appelée Hudson River Chain, fut jetée au travers de l'Hudson pour empêcher les bateaux anglais de naviguer sur le fleuve. Bien que jamais testée, la chaîne remplit son office en empêchant les mouvements anglais sur l'Hudson.
Le général Washington considérait que West Point était l'une des plus importantes positions sur le continent. Le terrain élevé, au-dessus d'un « S » étroit sur l'Hudson permettait à l'Armée continentale de contrôler le vital trafic fluvial. Il sentit que l'armée britannique pourrait séparer les colonies en deux s'ils prenaient le contrôle de cette zone. C'est lorsqu'il était commandant des fortifications de West Point que Benedict Arnold commit sa fameuse trahison et tenta de vendre le fort aux Anglais.
George Washington prit rapidement conscience de la nécessité de créer une académie militaire nationale, mais son secrétaire d'État Thomas Jefferson lui répondit que rien n'était prévu dans la Constitution pour permettre la création d'une académie militaire.
L’académie militaire a été créée une première fois par un vote du congrès en date du 9 mai 1794. L’organisation de l’école doit alors beaucoup au lieutenant-colonel Béchet de Rochefontaine, un officier français émigré qui fut nommé à la tête du génie américain de 1795 à 1798. Le 16 mars 1802, l’école est recréée, à la suite de la séparation des corps de l’artillerie et du génie américains. Durant la guerre d’Indépendance américaine, George Washington constate que ses troupes ne maîtrisent ni la guerre de siège ni la fortification et demande à Louis XVI le renfort du génie militaire français. Quelques semaines avant Lafayette, le capitaine le Bègue du Portail est envoyé officieusement au nouveau monde avec une poignée de camarades ingénieurs militaires. Il crée l’arme du génie américaine dont la devise est d’ailleurs toujours « Essayons ». Il supervise la construction des défenses de West Point que le président Jefferson baptise finalement en 1802, USMA (académie militaire des États-Unis). L'école ouvrit le 4 juillet de la même année. C’est encore le général français Simon Bernard qui définit les études à West Point et crée toutes les défenses de la côte Est des États-Unis dont Fort Monroe. Le président américain Van Buren décrètera un deuil de 30 jours à la mort de Bernard.

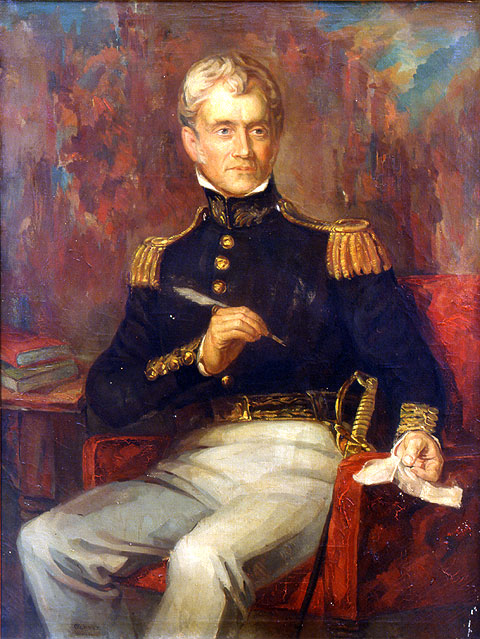
, « Père de West Point », premiers surintendants de l’Académie militaire des États-Unis à West Point.

Le surintendant de 1817 à 1833 fut le colonel Sylvanus Thayer (en). On le considère comme le père de l'Académie militaire. Il améliora les standards académiques, y instilla la discipline militaire et insista sur la conduite honorable. Il créa également la méthode d'enseignement aujourd'hui connue sous le nom de méthode Thayer, qui met l'accent sur l'étude personnelle et le travail quotidien à la maison, ainsi que des classes de petite taille. Cette méthode est encore utilisée aujourd'hui. Inspiré par l'École polytechnique, Thayer fit de l'ingénierie civile la base du curriculum. Pendant la première moitié du siècle, les diplômés de West Point étaient généralement responsables de la construction de l'infrastructure des premières lignes de chemin de fer, ponts, ports et routes, la tradition se perpétuant dans les mains du Corps du génie de l'armée des États-Unis.
Le développement d'autres techniques d'enseignement aux États-Unis pendant l'après-guerre de Sécession permit à West Point d'étendre son curriculum au-delà du strict champ de l'ingénierie civile.
Après la Première Guerre mondiale, le surintendant Douglas MacArthur s'attacha à diversifier le curriculum académique. Étant donné les besoins physiques de la guerre moderne, MacArthur introduisit des changements majeurs dans les programmes d'éducation physique et athlétique. « Chaque cadet, un athlète » devint un objectif important. Au même moment, la gestion du système d'honneurs des cadets, longtemps resté à l'état de tradition non officielle, fut formalisée avec la création du Comité des Honneurs des Cadets, et un Code de l'Honneur du Cadet officiel, qui statue qu'un cadet ne doit ni mentir ni tricher ni voler, ni tolérer que quelqu'un le fasse.
Après la création de l'United States Air Force en tant qu'unité séparée en 1947, et jusqu'à la première promotion de diplômes de l'Académie de l'USAF en 1959, les cadets de West Point qui remplissaient les critères d'éligibilité pouvaient postuler pour un poste d'officier dans l'Air Force.
En 1964, le président Lyndon Baines Johnson promulgua une loi portant le Corps des cadets de 2 529 à 4 417 hommes.
L’académie militaire comporte neuf centres religieux (protestants, catholiques et juifs). Jusqu’à 1973, les activités religieuses étaient obligatoires.
Les premières femmes furent admises en 1976.
West Point est le domicile du Thayer Award, récompense ainsi nommée en hommage au « père » de l'Académie. La récompense est remise chaque année depuis 1958 par l'Académie à un non-diplômé qui a consacré sa vie à la devise de l'Académie : Devoir, Honneur, Patrie. La récompense a notamment été remise à des personnalités comme George Bush, Colin Powell, Tom Brokaw, Carl Vinson, Henry Kissinger, Sandra Day O'Connor, Ronald Reagan et Bob Hope.
Aucune promotion ne fut diplômée en 1810 et en 1816, et il y eut deux promotions annuelles pendant les années de guerre en 1861, 1917, 1918, et 1943, tout comme en 1922.
La tradition de porter un anneau représentant la promotion commença en 1835 et se perpétue depuis. La promotion de 1879 eut également des boutons de manchette en plus de l'anneau. Dans d'autres promotions, certains cadets firent également fabriquer des bracelets.
Ces dernières années, le cursus de l'Académie a été changé de façon significative pour permettre aux cadets de se spécialiser dans l'un des nombreux domaines, incluant une grande variété de sujets allant des sciences aux lettres.
Eu égard à l'importance à la fois des ruines du fort de la révolution, et de l'académie militaire elle-même, la plupart de la zone de l'académie fut déclarée site historique national en 1960,,.

## Les femmes et l'Académie

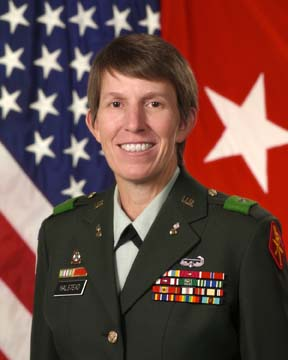
. Première femme diplômée de West Point à devenir officier général.

West Point accepta des femmes comme cadets pour la première fois en 1976, lorsque le Congrès autorisa l'admission de femmes dans toutes les académies fédérales. Les femmes représentent entre 15 et 17 % des admissions de Plebe (1re année), et elles suivent le même cursus académique et le même entraînement professionnel que leurs collègues masculins, excepté certains critères d'aptitude physique qui diffèrent au test de forme physique de l'armée (Army Physical Fitness Test - APFT) et au test de course d'obstacle (Indoor Obstacle Course Test - IOCT).
La première promotion comportant des femmes fut diplômée en 1980. En 1989, Kristen Baker devint la première femme First Captain à West Point. Une statue d'elle se trouve au Musée de West Point, où une salle d'exposition lui est consacrée. À la date de mai 2006, trois femmes ont obtenu le grade de First Captain : Grace H. Chung en 2004 et Stephanie Hightower en 2006.
En 1995, Rebecca Marier devint la première femme « Valedictorian ».
À la suite du scandale d'agression sexuelle dans l'Académie de l'USAF, et à cause de plaintes pour agressions sexuelles dans l'armée US, le département de la Défense des États-Unis fut obligé par la loi de financement militaire de l'année fiscale 2004 de mettre en place une cellule opérationnelle chargée de mener les enquêtes en matière de harcèlement sexuel et d'agressions dans les académies militaires américaines. Bien que la définition fût large, le rapport, présenté le 25 août 2005 montra que pendant l'année 2004, 50 % des femmes de West Point avaient rapporté des cas de harcèlement sexuel, et que 111 incidents d'agression sexuelle avaient été dénombrés.
La première cadette à atteindre le grade de général fut Rebecca Halstead, promotion 1981. Elle fut promue brigadier général en 2005, et elle l'est encore actuellement, en tant que chef du matériel.

## Sports

Logo des Army Black Knights depuis 2015.

Les équipes sportives de l'Académie militaire étaient traditionnellement surnommées les Black Knights de l'Hudson en raison de la couleur noire de leurs tenues, le surnom fut raccourci en « Black Knights », aujourd'hui officiellement « Army Black Knights ». Les médias sportifs américains utilisent tout simplement « Army » comme synonyme ; cet usage est officiellement approuvé. Depuis 1899, la mascotte de l'Armée est un mulet et depuis 1994, un chevalier noir (Black Knight) figure sur le logo.

### Football américain
L'équipe de football de l'armée fut considérée comme une équipe classée parmi les meilleures équipes universitaires, atteignant son apogée sous la direction de Earl Blaik, lorsque l'armée gagna consécutivement les championnats nationaux entre 1944 et 1946, et que trois de ses membres remportèrent le Trophée Heisman : Doc Blanchard en 1945, Glenn Davis en 1946 et Pete Dawkins en 1958. De nos jours cependant, ce n'est plus une équipe puissante. Cela est dû au fait que les meilleurs footballeurs, qui auraient une chance d'aller jouer dans la NFL, hésitent à aller dans une école qui exigera d’eux un engagement actif de cinq ans dans l'armée après l'obtention de leur diplôme.
Les entraîneurs de légende Vince Lombardi et Bill Parcells furent auparavant assistants entraîneurs de l'Armée dans leur carrière (à des moments différents).
L'équipe de football américain est domiciliée au Michie Stadium, sur le campus près du lac de Lusk. Les cadets présents lors des matches doivent rester debout pendant toute la durée des matches.
Récemment, l'Armée fut membre de la Conference USA, mais l'équipe de football américain de Division I-A de la NCAA repris son statut indépendant précédent après la saison 2004. Elle concourt avec les autres académies pour le Trophée Commandant en Chef. La saison 2007 de football américain fut marquée par la sixième défaite consécutive de l'Armée dans la compétition Armée-Marine (Navy).

### Autres sports
Tous les cadets de West Point participent à des compétitions de sport en dehors de leur cursus, en complément des cours d'éducation physique. L'athlétisme extracurriculaire est généralement divisé en trois catégories : universitaire, club, et entreprises. Le sport universitaire le plus connu à l'extérieur de l'Académie est le football.
L'armée fait partie de la Division I de la Patriot League dans beaucoup d'autres sports ; son équipe de hockey sur glace masculine fait partie de l'Atlantic Hockey. Chaque année, l'Armée rencontre les Paladins du Collège militaire royal du Canada lors du week-end annuel de hockey de West Point. Ce tournoi, conçu en 1923, est le plus long tournoi international de hockey du monde. Actuellement, l'Armée mène le tournoi 39-29-6. Le match de 2007 n'eut pas lieu, à cause apparemment d'un conflit de planification. Son équipe de sprint football participe à la Collegiate Sprint Football League. L'Académie est l'une des 13 universités du pays qui entraînent en NCAA une équipe de football FBS de Division I, de basketball hommes et femmes en Division I également, et de hockey en Division I. L'Armée s'enorgueillit également d'une équipe d'hommes et d'une équipe de femmes de rugby à XV, Division I.
Pendant la saison 2005-2006, l'équipe féminine de basketball gagna 20-11 le tournoi de la coupe de la Patriot League ; elles participèrent au Tournoi 2006 de la Division I de la NCAA en tant que tête de série no 15, où elles perdirent contre l'université du Tennessee par 102 à 54. C'était la première apparition d'une équipe de basketball de l'Armée dans cette compétition. L'entraîneur principal de cette équipe, Maggie Dixon, mourut peu après cette saison, à l'âge de 28 ans.
En 2005, l'équipe de tir de West Point domina le championnat de la NCAA et remporta le titre national.
L'équipe de l'Armée remporta la médaille d'or aux championnats hommes inter-collèges d'aviron à quatre sans barreur.
Bobby Knight, l'entraîneur de basketball masculin le plus titré de l'histoire de la NCAA, commença sa carrière d'entraîneur pour l'Armée, à la fin des années 1960 et début des années 1970, avant de partir dans l'équipe de basketball masculin des Indiana Hoosiers et celle des Texas Tech Red Raiders. En raison de sa titularisation dans l'Armée, Knight est encore communément appelé « Le Général ». L'un des joueurs de Knight lorsqu'il était entraîneur de West Point, Mike Krzyzewski, fut plus tard lui-même entraîneur principal de l'Armée avant de partir pour les Duke Blue Devils où il remporta trois championnats de basketball de la Division I de la NCAA.

## Anciens élèves célèbres

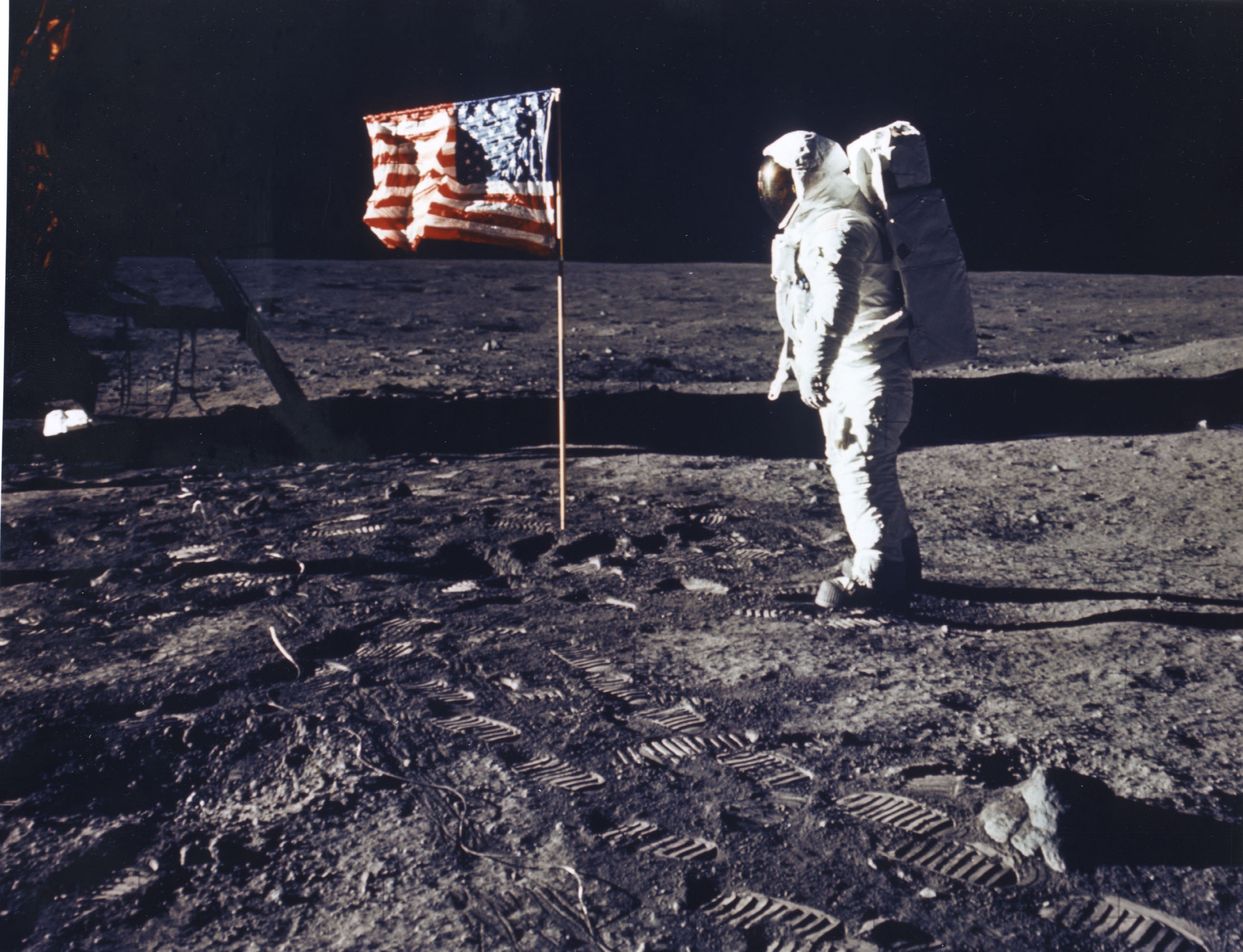
Buzz Aldrin, Promo 1951, Marche sur la lune

Note : ne sont listés ici que les diplômés de West Point faisant l'objet d'une entrée dans la Wikipédia francophone. Pour une liste plus complète, voir Wikipédia anglophone :
| Nom                                       | Nom | Promotion | Commentaire - Particularités |
| ----------------------------------------- | --- | --------- | --- |
| Gen. Jefferson Davis                      |     | 1828      | Président des États confédérés d'Amérique |
| Gen. Robert E. Lee                        |     | 1829      | Général confédéré |
| Gen. George G. Meade                      |     | 1835      | Vainqueur de la bataille de Gettysburg |
| Gen. Pierre Gustave Toutant de Beauregard |     | 1838      | Armée des États confédérés d'Amérique |
| Gen. William Tecumseh Sherman             |     | 1840      | Commandant en chef de l'Armée des États-Unis |
| Col. Abner Doubleday                      |     | 1842      | Héros de la guerre de Sécession, inventeur présumé du baseball |
| Gen. James Longstreet                     |     | 1842      | Général confédéré |
| Gen. Ulysses Simpson Grant                |     | 1843      | Président des États-Unis et général nordiste |
| Gen. Simon Bolivar Buckner, Sr.           |     | 1844      | Général dans l'Armée des États confédérés durant la guerre de Sécession. Il demanda la « capitulation sans condition » lors de la bataille de Fort Donelson en 1862. |
| Gen. Stonewall Jackson                    |     | 1846      | Général confédéré |
| Gen. Joseph Wheeler                       |     | 1859      | Général confédéré et général américain lors de la guerre hispano-américaine, vainqueur de la bataille de Las Guasimas                                                |
| Gen. George Armstrong Custer              |     | 1861      | Général nordiste, guerres indiennes : perdit la bataille de Little Big Horn                                                                                          |
| Gen. Tasker Howard Bliss                  |     | 1875      | Général d'armée, signataire pour l'armée américaines au traité de Versailles de 1919.                                                                                |
| L'officier Henry Ossian Flipper           |     | 1877      | Il est le premier afro américain à être cadet à l'académie militaire de West Point                                                                                   |
| George Washington Goethals                |     | 1880      | Constructeur du canal de Panama |
| Général des Armées John Pershing          |     | 1886      | Plus haut gradé ayant jamais servi dans l'armée américaine |
| Major général William S. Graves           |     | 1889      | Commandant de la force expéditionnaires américaine en Sibérie |
| Gen. Douglas MacArthur                    |     | 1903      | Commandant suprême des forces alliées pendant la guerre de Corée |
| Gen. Henry « Hap » Arnold                 |     | 1907      | Chef d'État Major de l'USAAC puis de l'USAAF |
| Gen. Simon Bolivar Buckner, Jr.           |     | 1908      | Général d'armée, vainqueur de bataille d'Okinawa |
| Gen. George Patton                        |     | 1909      | Général d'armée opération Torch, opération Husky, opération Cobra |
| Gen. Alexander Patch                      |     | 1909      | Lieutenant général, vainqueur de la bataille de Guadalcanal. |
| Gen. Oscar Griswold                       |     | 1910      | Général d'armée, vainqueur de la campagne des Philippines (1944-1945)                                                                                                |
| Gen. Raymond O. Barton                    |     | 1914      | Général commandant la 4e division d'infanterie, participe à la libération de Paris                                                                                   |
| Gen. Omar Bradley                         |     | 1915      | Chef d'État major inter-armes des États-Unis |
| Gen. Dwight David Eisenhower              |     | 1915      | Président des États-Unis, chef des forces alliées pendant la Seconde Guerre mondiale                                                                                 |
| Gen. Matthew B. Ridgway                   |     | 1917      | Commandant suprême des forces alliées de l'OTAN |
| Lt. Gen Leslie Richard Groves             |     | 1918      | Supervisa la construction du Pentagone ; directeur du projet Manhattan                                                                                               |
| Col. Mickey Marcus                        |     | 1924      | Colonel de l'armée US, puis général commandant en chef des forces armées israéliennes                                                                                |
| Lt. Gen. James M. Gavin                   |     | 1929      | Surnommé Slim Jim ; également Jumping General car commandant d'une troupe aéroportée                                                                                 |
| Gen. William Westmoreland                 |     | 1936      | Commandant des opérations militaires américaines pendant la guerre du Viêt Nam                                                                                       |
| Gen. Anastasio Somoza Debayle             |     | 1946      | Président du Nicaragua |
| Gen. Brent Scowcroft                      |     | 1947      | Conseiller de la sécurité nationale de George H. W. Bush |
| Gen Alexander Haig                        |     | 1947      | Premier secrétaire d'État de Ronald Reagan |
| Col. Frank Borman                         |     | 1950      | Astronaute de la NASA |
| Gen. Fidel V. Ramos                       |     | 1950      | Président des Philippines |
| Col. Buzz Aldrin                          |     | 1951      | Astronaute de la NASA |
| Michael Collins                           |     | 1952      | Astronaute de la NASA |
| Lt. Col. Edward H. White                  |     | 1952      | Astronaute de la NASA |
| Col. Jim Nicholson                        |     | 1961      | Homme politique |
| Gen. Eric Shinseki                        |     | 1965      | Chef d'État major de l'armée américaine, secrétaire aux anciens combattants                                                                                          |
| Gen. Wesley Clark                         |     | 1966      | Général 4 étoiles en retraite, homme politique potentiel candidat démocrate à la présidence                                                                          |
| Capt. Mike Krzyzewski                     |     | 1969      | Entraîneur de basketball |
| Capt. Jack Reed                           |     | 1971      | Homme politique, sénateur de Rhode Island |
| Col. William S. McArthur, Jr.             |     | 1973      | Astronaute de la NASA |
| Général David Petraeus                    |     | 1974      | Général de l'armée américaine et commandant de l'ISAF en Afghanistan, directeur de la CIA de 2011 à 2012                                                             |

## Surintendant & Commandant actuel

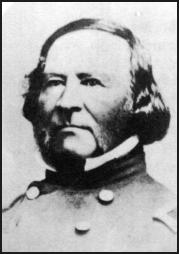
Le général de brigade René Edward De Russy, surintendant (1833-1838).

L'officier commandant l'Académie militaire des États-Unis de West Point est son surintendant. Ce poste est à peu près équivalent à celui de président d'une université civile aux États-Unis.
Depuis 1812, le surintendant d'Académie a toujours été lui-même un diplômé de West Point, bien que cela n'ait jamais été un prérequis pour tenir ce poste.
Sylvanus Thayer fut surintendant de 1817 à 1833, et c'est lui qui fut à l'origine des nombreuses réformes qui ont propulsé l'académie au premier rang de l'institution académique où elle est toujours aujourd'hui. C'est pour cela qu'il est appelé le « Père » de l'Académie de West Point.
Ces derniers temps, le poste de surintendant a été tenu par Franklin L. Hagenbeck. De nos jours, la position de surintendant est occupée par le lieutenant général.
Le lieutenant général Franklin L. Hagenbeck (en), promotion 1971. Il fut nommé à ce poste le 9 juin 2006-2010.
Le surintendant : le lieutenant général, David H. Huntoon (en).
- Surintendant de l’Académie militaire des États-Unis

27 juin 2022 : surintendant actuel, Steven W. Gilland (en).

## La numérotation de Cullum

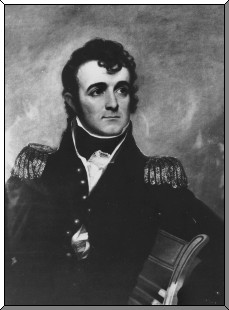
Premier diplômé de l’Académie militaire des États-Unis : Col. Joseph Gardner Swift.

Le numéro de Cullum est le numéro qu'on trouve à côté du nom du Cadet dans le registre des diplômés.
C'est un numéro de référence et d'identification qui est attribué à chaque diplômé de West Point. Il fut créé par le major général George Washington Cullum (promotion 1833) qui, en 1850, initia le gigantesque travail consistant à répertorier la biographie de chaque diplômé. Il attribua le numéro 1 au premier diplômé de West Point, Joseph Gardner Swift (en), et continua la séquence naturelle pour chaque diplômé suivant. À sa mort, le Général Cullum avait terminé les trois premiers volumes d'une œuvre qui devait en comporter dix, intitulée Registre Biographique par le Général Cullum des officiers et diplômés de West Point, des promotions 1802 à 1850 (General Cullum’s Biographical Register of the Officers and Graduates of the United States Military Academy, and covering USMA classes from 1802 through 1850). Le registre actuel des diplômés est un héritage direct de l'œuvre initiale du général Cullum.
De 1802 à 1977, la liste des diplômés respectait l'ordre global des mérites des Cadets. Ainsi, le registre permettait de retrouver rapidement l'ordre de classement d'une promotion. À partir de la promotion 1978, les diplômés furent classés par ordre alphabétique, puis par date d'obtention du diplôme.
À l'heure actuelle, sept diplômés ont vu leur numéro de Cullum suffixé d'un « A », car, pour diverses raisons ils avaient été omis du tableau d'honneur, et pour éviter que leur réintégration oblige à refaire la numérotation de toute la promotion et de toutes les promotions suivantes.

## Les weekends de promotion
En sus de la multitude d'activités obligatoires pour les cadets, la possibilité leur est offerte de participer à des événements de la haute société. En particulier, chaque promotion est amenée à organiser un weekend de promotion :
- En octobre, les cadets 4e classe (appelés plebes) participent au Plebe Parent Weekend
- En février les 3e classe (appelés Yearlings) au Yearling Winter Weekend
- En janvier, les 2e classe (appelés cows) à la 500e Nuit (500 jours avant la remise des diplômes)
- Fin août, les 1re classes (ou firsties) célèbrent le Ring Weekend (remise des bagues de la promotion), en février la 100e Nuit (100 jours avant la remise des diplômes) et en mai toute une semaine de festivités dont le point culminant est l'obtention de leur diplôme.

## Tourisme
Le centre visiteurs dispose de vidéos historiques et de vidéos d'information, d'un parking, de toilettes, d'un magasin de souvenirs, de cartes, de brochures, d'un baraquement de cadets à l'échelle 1:1, et d'une salle de cinéma ; il est également possible d'organiser des visites guidées. Ces visites, seuls moyens pour le public de pénétrer sur les terrains de l'Académie, sont menées par une entreprise patentée, West Point Tours, Inc., et partent du centre visiteurs plusieurs fois par jour. La visite s'arrête à la chapelle des Cadets, (si non utilisée au moment de la visite), aux terrains de parade et à Trophy Point. Pendant le reste de la visite, les touristes doivent rester dans le bus, pendant que le guide commente la visite du reste du campus.
Le musée de West Point jouxte le centre visiteurs, dans le tout nouveau Olmsted Hall, au centre Pershing sur les terrains de l'ancien Ladycliff College. Ces terrains furent achetés par West Point lorsque le collège ferma dans les années 1980. Le bâtiment tire son nom du donateur principal du musée, le major général George H. Olmstead, promotion 1922.
Le musée de West Point est vraiment le musée national de l'armée américaine, ayant été fondé grâce à des subsides du Congrès avant la guerre d'indépendance du Mexique. La collection du musée présente toutes les catégories principales d'art militaire, des armes, canons et artillerie aux uniformes, œuvres d'art militaire, et objets figurant l'histoire de West Point. Ouvert au public en 1854, le musée de West Point est le plus ancien et le plus grand musée militaire du pays. Il contient certains des trésors militaires nationaux les plus intéressants d'Amérique, et l'une des plus belles collections d'artefacts militaires présentées au public. Chaque conflit armé américain est présenté dans l'une des 135 expositions. Une galerie supplémentaire dépeint l'histoire de l'armée américaine pendant les temps de paix, et son rôle en tant que ciment fondateur de la nation américaine. L'histoire de West Point pendant la guerre d'Indépendance, ainsi que l'histoire institutionnelle de l'Académie, sont retracées dans la galerie dédiée à l'école, aux cadets, et aux officiers. Le musée organise aussi des expositions dans le Thayer Hall, à West Point, pour soutenir le département d'histoire de l'Académie, avec des thèmes couvrant aussi bien les anciennes civilisations que les nouvelles.
L'équipe dirigeante senior du musée de West Point comprend un directeur, trois curateurs des collections, un concepteur des expositions, un conservateur, un secrétaire général et un préparateur des collections. Le musée est en visite libre. Pendant les mois d'été, le musée fait fonctionner le fort historique de Putnam.
West Point est souvent la première étape des touristes en voiture sur la route touristique de l'Hudson entre New York et Albany.

## West Point dans les œuvres de fiction
- Le Nord et le Sud : série de livres adaptés en série télévisée. Les acteurs principaux passent par West Point.
- Quatre des six romans pour jeunes adultes écrits par le colonel Red Reeder, mettant en scène le cadet fictif Clint Lane, se déroulent à West Point
- Le roman de Mary Higgins Clark intitulé La nuit est mon royaume (Nighttime Is My Time) se déroule sur le campus de West Point.
- La formation à West Point de James Salter est évoquée dans un très beau chapitre de ses Mémoires, Une vie à brûler (Burning the days, 1997).
- West Point est mentionnée dans l'épisode de Star Trek: Enterprise intitulé Mutinerie (Hatchery), diffusé pour la première fois le 25 février 2004. Dans cet épisode, le personnage du Major Hayes est présenté comme étant un ancien élève.
- Jack Reacher, le principal protagoniste des romans de Lee Child, est diplômé de West Point.
- C'est à West Point que se déroule de roman de Amy Efaw Battle Dress, où une femme entreprend l'entraînement de base des cadets.
- West Point est le lieu où se déroule le thriller de Louis Bayard Un œil bleu pâle, où des cadets se font assassiner, et où un jeune Plebe nommé Edgar Allan Poe mène l'enquête.
- James Rutland, l'ennemi de Lara Croft dans le jeu vidéo Tomb Raider: Legend, est passé par West Point. Zip le dit à Lara après le niveau « Bolivie ».
- Une académie militaire du jeu vidéo Freelancer se nomme West Point.
- Dans Civilization IV de Sid Meier, West Point est une merveille nationale qui augmente l'expérience des unités militaires.
- L'Académie est également très présente en tant qu'aboutissement des garçons McLaughlin dans le cycle Flicka de l'auteur Mary O'Hara.
- Le film Ce n'est qu'un au revoir (The Long Gray Line, 1955) de John Ford met en scène la vie de Martin Maher, figure de West Point, incarné par Tyrone Power.
- Dans le film, Le Déshonneur d'Elisabeth Campbell, l'académie de West Point est en ligne de mire.
- Dans la série Shameless US, Carl Gallagher essaie d'entrer à West Point.
- Dans le film Autant en emporte le vent (Gone with the Wind), le héros Rhett Butler a étudié à West Point avant de se faire renvoyer pour inconduite.
- 2022, The Pale Blue Eye - Netfix (fiction), un commissaire recrute un élève Edgar Allan Poe, pour résoudre un crime à l'Académie[21],[22].